# Глибинна бомба (фільм)
«Глибинна бомба» (англ. Depth Charge) — американський телевізійний фільм-бойовик 2008 року.

## Сюжет
Підводний човен «Монтана», що несе на борту двадцять чотири балістичні ракети з ядерним зарядом і оснащений суперсучасною системою «Стелс», захоплений терористами. Перша ціль терористів — Вашингтон і отримання викупу в один мільярд доларів. Далі — Лондон, Рим, Париж. Для підтвердження серйозності своїх намірів терористи готові знищити будь-яку ціль. І перші жертви вже є — це команда підводного човна і військовий корабель НАТО. На боротьбу з «Монтаною» виходить інший підводний човен, «Флорида», але шанси на перемогу невеликі, адже завдяки системі «Стелс» «Монтана» невидимий для радарів і практично невразливий. От тільки всупереч упевненості терористів, дехто з команди човна залишився живий і готовий дати їм відсіч.

## У ролях
| Актор            | Роль                  |
| ---------------- | --------------------- |
| Джейсон Гедрік   | Реймонд «Док» Еллерс  |
| Ерік Робертс     | командор Вільям Крейг |
| Беррі Боствік    | президент Тейлор      |
| Кріс Воррен мол. | Джеймс Пірсол         |
| Бріджет Вайт     | Кеті Маккаллістер     |
| Корбін Бернсен   | капітан Бред Річардс  |
| Алекс Паес       | лейтенант Майклс      |
| Девід Даян Фішер | Джарретт              |
| Морі Стерлінг    | Алленсон              |
| Добі Опарей      | Жерар                 |
| Мішель Лі        | Чанг                  |
| Джофф Мід        | Розен                 |
| Стівен Тейлор    | Бахман                |
| Йорго Костянтин  | Андрєєв               |
| Вільям Аллен Янг | капітан Даніель Льюіс |
| Коттер Сміт      | адмірал Батлер        |
| Марті Лодж       | Джо Корбетт           |